# Illacme plenipes
 Illacme plenipes — вид двопарноногих багатоніжок родини Siphonorhinidae. Вважався твариною з найбільшою кількістю ніг (750 ніг), поки у 2021 році не відкрили вид Eumillipes persephone з 1306-ма ногами.

## Поширення
Ендемік Каліфорнії.

## Таксономічна історія
Вид вперше був виявлений у 1928 році в окрузі Сан-Беніто, що є частиною Каліфорнійської флористичної провінції, ученим Оратором Куком і офіційно описаний Куком і Гарольдом Лумісом у 1928 році. Кук і Луміс описали вид без ілюстрацій. у 1996 році Роуленд Шеллі з Музею природничих наук Північної Кароліни повторно дослідив зразки та переописав вид. До 2005 року у музеях та природничих колекціях було відомо лише 17 екземплярів. У 2005 році в Каліфорнії було виявлено ще дванадцять екземплярів: чотири самці, три самки і п'ять молодих. У 2012 році Пол Марек та його колеги зробили детальніший опис морфології I. plenipes та надали детальні ілюстрації на основі скануючої електронної мікрографії.

## Опис
Самиці виростають трохи більше 3 см; самці трохи менше. У середньому I. plenipes має понад 600 ніг, що вдвічі більше, ніж у середньому для =багатоніжок, причому один зареєстрований екземпляр мав 750 ніг. Тіло дуже тонке, білого забарвлення. Ротовий апарат рудиментарний, а пара вусиків забезпечує сенсорні функції. Численні ноги мають кігтики на кінці, які дозволяють йому копати гумус і чіплятися за шматки пісковику, що присутній в його екосистемі.